# Fotbal na Ostrovních hrách 2023
Fotbal na Ostrovních hrách 2023 byl 16. ročník turnaje. 
Turnaje se poprvé účastnilo Gozo.

## Místa konání
| Stadion             | Lokace           | Kapacita |
| ------------------- | ---------------- | -------- |
| Footes Lane         | Saint Peter Port | 5,000    |
| The Track           | Saint Sampson    | 3,000    |
| The Corbet Field    | Saint Sampson    | 3,000    |
| College Field       | Saint Peter Port | 1,200    |
| Northfield          | Saint Sampson    | 900      |
| Blanche Pierre Lane | Saint Martin     | 750      |

## Skupiny

### Skupina A
1. Wight
2. Guernsey
3. Vnější Hebridy
4. Alandy

### Skupina B
1. Anglesey
2. Shetlandy
3. Man
4. Falklandy

### Skupina C
1. Bermudy U23
2. Grónsko
3. Orkneje
4. Frøya

### Skupina D
1. Jersey
2. Gozo
3. Menorca
4. Svatá Helena

## Vyřazovací fáze
|  |   |             |   |  |  |   |          |   |
|  |   |             |   |  |  |   |          |   |
|  | 1 | Anglesey    | 2 |  |  |   |          |   |
|  | 1 | Bermudy U23 | 0 |  |  |   |          |   |
|  |   |             |   |  |  | 1 | Anglesey | 2 |
|  |   |             |   |  |  | 1 | Jersey   | 5 |
|  | 1 | Wight       | 2 |  |  |   |          |   |
|  | 1 | Jersey      | 3 |  |  |   |          |   |